# Ernest Konstantin Růžička

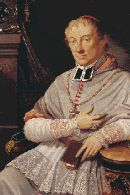
Ernest Konstantin Růžička

Wappen Ernest Konstantin Růžička, Bischof von Budweis (1815–1845)

Ernest Konstantin Růžička (tschechisch: Arnošt Konstantin Růžička; * 21. Dezember 1761 in Tloskov bei Neveklov, Berauner Kreis; † 18. März 1845 in Budweis) war Bischof von Budweis.

## Leben
Ernest Konstantin Růžička empfing am 15. Juli 1785 in Prag die Priesterweihe und wirkte anschließend als Vizerektor, später als Rektor des Generalseminars im damals galizischen Lemberg. Am 20. Juli 1794 erhielt er eine Kanonikerstelle in Budweis, wo er am 12. Oktober 1797 Generalvikar des Bischofs Johann Prokop von Schaffgotsch wurde. Nach dessen Tod leitete er während der Sedisvakanz die Budweiser Diözese als Administrator.

## Bischof von Budweis
Am 15. Juni 1815 ernannte der böhmische Landesherr Kaiser Franz II., dem das Nominationsrecht zustand, Ernest Konstantin Růžička zum Bischof von Budweis. Der päpstlichen Bestätigung durch Pius VII. folgte am 25. August 1816 die Bischofsweihe in der Prager St.-Ursula-Kirche (kostel sv. Voršily) durch Erzbischof Wenzel Leopold Chlumčanský von Přestavlk und am 22. September 1816 in Budweis die Inthronisation.
Růžička versah das Bischofsamt fast dreißig Jahre. Er starb am 18. März 1845 und wurde auf dem Friedhof der Kirche des Hl. Prokop in Budweis beigesetzt.